# SKU Amstetten
Maillots
Le Sportklub Union Amstetten est un club de football autrichien basé à Amstetten, en Basse-Autriche.
Créé en 1997 de la fusion de deux clubs de la ville, l'ASK Amstetten et le SC Union Amstetten, le club évolue actuellement en 2. Liga, la deuxième division autrichienne. Il dispute ses matchs à domicile au Stade Union-Platz (officiellement nommé Ertl-Glas-Stadion dans le cadre d'un contrat de naming), situé à Amstetten sur la rive nord de l'Ybbs.

## Historique
Le club est né en 1997 de la fusion de deux clubs locaux, l'ASK Amstetten, fondé en 1932 et ancien club de deuxième division, et le SC Union Amstetten, fondé en 1946. Les rivalités existantes entre les deux clubs ont été mises de côté lorsqu'un nouveau conseil d'administration a été fondé par des membres des deux clubs, dirigé par Rodolf Brunner (plus tard devenu président d'honneur). Au terme de la saison 2007-2008, le club est promu pour la première fois de son histoire en Regionalliga, la troisième division autrichienne, avant d'être directement relégué en Landesliga.
En 2011, le club regagne la Regionalliga, il se stabilise jusqu'à la saison 2017-2018, où il parvient à remporter la 3e place de sa poule, synonyme d'une promotion historique en 2. Liga,. Le SKU y performe mieux que prévu, évitant la relégation et atteignant même la 5e place au terme de la saison 2019-2020.
Lors de la saison 2023-2024, le club termine dernier de 2. Liga, mais est toutefois épargné par la relégation après que le DSV Leoben et le FC Dornbirn n'aient pas réussi remplir les conditions administratives pour accéder à la deuxième division.

### Parcours en Coupe d'Autriche
Le club réalise, à partir des années 2010, plusieurs parcours honorables en Coupe d'Autriche. Lors de la saison 2013-2014, en tant qu'équipe de Regionalliga, Amstetten remporte deux buts à zéro son huitième de finale contre le club de deuxième division du SV Mattersburg. Lors de la Coupe d'Autriche 2015-2016, toujours en tant qu'équipe de troisième division, elle parvient à emmener le Rapid Vienne, alors vice-champion d'Autriche, aux tirs au but mais s'y fait éliminer. La saison suivante, le SKU ne commet pas les mêmes erreurs et réussit à éliminer l'Austria Lustenau, club de 2. Liga, aux tirs au but.
En 2019-2020, le club se qualifie pour les quarts de finale de la Coupe pour la deuxième fois de son histoire, sans toutefois éliminer de club de division supérieure. Il est battu en quart de finale par le RB Salzbourg, trois buts à zéro.

## Personnalités du club

### Entraîneurs
Liste des entraîneurs au XXIe siècle, :
- Erwin Höld (1999–2001)
- Sandu Tăbârcă (2001–2006)
- Erwin Spiegel (2006–2007)
- Andreas Gutlederer (2007–2009)
- Harald Vetter (2009)
- Herbert Panholzer (2009–2012)
- Walter Huemer (2012)
- Heinz Thonhofer (2012–2017)
- Robert Weinstabl (2017–2018)
- Peter Zeitlhofer (2018–2019)
- Jochen Fallmann (2019–2020)
- Joachim Standfest (2020–2021)
- Jochen Fallmann (2021–2023)
- Patrick Enengl (2023-)